# Nati nel 1957/Novembre
| Questa pagina contiene informazioni ricavate automaticamente dalle voci biografiche con l'ausilio del template Bio e di un bot. L'aggiornamento è periodico e automatico e ricostruisce completamente la pagina. Se manca una persona in questa lista, sei pregato di non aggiungerla, ma accertati piuttosto che la sua voce biografica contenga il template Bio e che i dati anagrafici siano correttamente compilati. Se il template Bio manca, inseriscilo tu stesso o, in alternativa, metti l'avviso {{tmp\|Bio}} che ne segnala la mancanza. Se i dati riportati sono sbagliati, correggi direttamente la voce biografica; le modifiche saranno visibili in questa lista entro pochi giorni. Per chiarimenti vedi il progetto biografie. La lista contiene solo le 274 persone che sono citate nell'enciclopedia e per le quali è stato implementato correttamente il template Bio. Pagina aggiornata al 18 lug 2025. |

- 1º novembre - Clyde Austin, ex cestista statunitense
- 1º novembre - Peter Ostrum, attore e veterinario statunitense
- 1º novembre - Lyle Lovett, musicista, cantante e attore statunitense
- 1º novembre - Valerij Novikov, ex calciatore sovietico
- 1º novembre - Murray Pierce, ex rugbista a 15 neozelandese
- 1º novembre - Sergej Postrechin, ex canoista sovietico
- 1º novembre - Cristina Sparagana, poetessa e traduttrice italiana
- 1º novembre - Salvatore Torrisi, politico italiano
- 1º novembre - Vinicio Verza, ex calciatore italiano
- 2 novembre - Antonello Bacciocchi, politico sammarinese
- 2 novembre - Michael Bailey Smith, attore e stuntman statunitense
- 2 novembre - Bärbel Broschat, ex ostacolista tedesca
- 2 novembre - Jenny Cheesman, ex cestista australiana
- 2 novembre - Andrea Colasio, ex politico italiano
- 2 novembre - Rita Crockett, ex pallavolista statunitense
- 2 novembre - Emanuela Falcetti, giornalista, conduttrice radiofonica e conduttrice televisiva italiana
- 2 novembre - Lucien Favre, allenatore di calcio e ex calciatore svizzero
- 2 novembre - Osvaldo Heriberto Hurtado, allenatore di calcio e ex calciatore cileno
- 2 novembre - Andreas Köstenberger, biblista e teologo austriaco
- 2 novembre - José Ribeiro, ex calciatore portoghese
- 2 novembre - Lunetta Savino, attrice italiana
- 3 novembre - Paola Inverardi, informatica italiana
- 3 novembre - Steve Johnson, ex cestista statunitense
- 3 novembre - Dolph Lundgren, attore, produttore cinematografico e artista marziale svedese
- 3 novembre - Gary Olsen, attore britannico († 2000)
- 3 novembre - Gelu Radu, ex sollevatore rumeno
- 3 novembre - Stefano Reali, regista, compositore e sceneggiatore italiano
- 3 novembre - Xénia Siska, ex ostacolista ungherese
- 3 novembre - Maria Gabriella Zen, compositrice italiana
- 4 novembre - Tony Abbott, politico australiano
- 4 novembre - Christopher Duggan, storico britannico († 2015)
- 4 novembre - Yoshinori Ishigami, ex calciatore giapponese
- 4 novembre - Madhukar, filosofo e religioso tedesco
- 4 novembre - Filippo Saltamartini, politico italiano
- 4 novembre - Aleksandr Skobov, storico, attivista e giornalista russo
- 4 novembre - Aleksandr Tkačëv, ex ginnasta sovietico
- 4 novembre - Zerrin Özer, cantante turca
- 5 novembre - Anette Bøe, ex fondista e hockeista su ghiaccio norvegese
- 5 novembre - Paolo Branca, orientalista, islamista e arabista italiano
- 5 novembre - Giuseppe Emmanuele, musicista, compositore e arrangiatore italiana
- 5 novembre - Jon-Erik Hexum, attore e modello statunitense († 1984)
- 5 novembre - Carlton W. Kent, ex militare statunitense
- 5 novembre - Francesco Lo Voi, magistrato italiano
- 5 novembre - Lucia Martinelli, biologa italiana
- 5 novembre - Umberto Pasti, scrittore e botanico italiano
- 5 novembre - Gianni Poli, ex maratoneta italiano
- 5 novembre - Kellen Winslow, giocatore di football americano statunitense
- 6 novembre - Daniel Balditarra, presbitero e scrittore argentino
- 6 novembre - Norman Jay, disc jockey britannico
- 6 novembre - Cam Clarke, doppiatore e cantante statunitense
- 6 novembre - Ciro Gomes, politico brasiliano
- 6 novembre - Bernhard Glass, ex slittinista tedesco orientale
- 6 novembre - Camille Laurens, scrittrice francese
- 6 novembre - Siobhán McCarthy, attrice e cantante irlandese
- 6 novembre - Josef Samek, ex saltatore con gli sci cecoslovacco
- 6 novembre - Lori Singer, attrice, violoncellista e ex modella statunitense
- 6 novembre - Keith Van Horne, ex giocatore di football americano statunitense
- 6 novembre - Wilber Varela, criminale colombiano († 2008)
- 7 novembre - Momir Bakrač, ex calciatore jugoslavo
- 7 novembre - John Benitez, musicista, produttore discografico e disc jockey statunitense
- 7 novembre - King Kong Bundy, wrestler statunitense († 2019)
- 7 novembre - Rudy Chapa, ex maratoneta e ex mezzofondista statunitense
- 7 novembre - Massimo Ciavarro, attore e produttore cinematografico italiano
- 7 novembre - Skeeter Jackson, ex cestista statunitense
- 7 novembre - Christopher Knight, attore statunitense
- 7 novembre - Kathy McMillan, ex lunghista statunitense
- 7 novembre - Gianni Parisi, attore italiano
- 7 novembre - Tony Schiavone, annunciatore televisivo statunitense
- 7 novembre - Pavel Syrčin, sollevatore sovietico († 2020)
- 8 novembre - Paolo Cherchi Usai, critico cinematografico e saggista italiano
- 8 novembre - Jane Colebrook, ex mezzofondista britannica
- 8 novembre - Alan Curbishley, allenatore di calcio e ex calciatore inglese
- 8 novembre - Robert Fremr, magistrato ceco
- 8 novembre - Anca Grigoraș, ex ginnasta rumena
- 8 novembre - Geoff Huston, ex cestista statunitense
- 8 novembre - Tim Shaw, ex nuotatore e ex pallanuotista statunitense
- 8 novembre - Ambrogio Sparagna, musicista e etnomusicologo italiano
- 8 novembre - John J. Strauss, sceneggiatore statunitense
- 8 novembre - Porl Thompson, chitarrista inglese
- 9 novembre - Pierre Audi, regista teatrale e direttore artistico libanese († 2025)
- 9 novembre - Matteo Boe, criminale italiano
- 9 novembre - Víctor Cabrera, ex calciatore cileno
- 9 novembre - Tord Holmgren, ex calciatore svedese
- 9 novembre - Jeff Martin, cantante e batterista statunitense
- 9 novembre - Juan Nsue Edjang Mayé, arcivescovo cattolico equatoguineano
- 9 novembre - Germán Ocampo, allenatore di calcio a 5 e ex giocatore di calcio a 5 argentino
- 9 novembre - Albert Walder, ex fondista italiano
- 10 novembre - Benno Albrecht, architetto e docente italiano
- 10 novembre - Carlos Betancourt, ex calciatore venezuelano
- 10 novembre - Antonio Criscimanni, allenatore di calcio e ex calciatore italiano
- 10 novembre - Nigel Evans, politico britannico
- 10 novembre - Aldo Florentín, ex calciatore paraguaiano
- 10 novembre - Curtis Greer, ex giocatore di football americano statunitense
- 10 novembre - Gian Marco Gualandi, compositore, arrangiatore e paroliere italiano
- 10 novembre - George Lowe, doppiatore e comico statunitense († 2025)
- 10 novembre - Ingo Metzmacher, direttore d'orchestra tedesco
- 10 novembre - Maria Grazia Spillantini, biologa italiana
- 11 novembre - Célio Alves, ex calciatore brasiliano
- 11 novembre - Stefano Burbi, compositore e direttore d'orchestra italiano
- 11 novembre - Vince DiCola, compositore, tastierista e arrangiatore statunitense
- 11 novembre - Petre Dumitru, ex sollevatore rumeno
- 11 novembre - Ivano Gamelli, pedagogista italiano
- 11 novembre - Italo Giglioli, attore teatrale e cabarettista italiano
- 11 novembre - Frank Grima, ex calciatore maltese
- 11 novembre - Enrico Iannelli, matematico italiano († 2019)
- 11 novembre - Michelle de Kretser, scrittrice australiana
- 11 novembre - Cristina Moffa, attrice, cantante e showgirl italiana
- 11 novembre - Ana Pastor, politica spagnola
- 12 novembre - Cécilia Attias, first lady francese
- 12 novembre - Norman Black, ex cestista e allenatore di pallacanestro statunitense
- 12 novembre - Chelsia Chan, cantante, attrice e compositrice hongkonghese
- 12 novembre - Tony Cunningham, ex calciatore giamaicano
- 12 novembre - Andrée A. Michaud, scrittrice e drammaturga canadese
- 12 novembre - Karen Ziemba, ballerina, cantante e attrice statunitense
- 12 novembre - Gábor Zsiborás, calciatore ungherese († 1993)
- 13 novembre - Greg Abbott, politico, avvocato e giurista statunitense
- 13 novembre - Filippo Ascierto, politico italiano
- 13 novembre - Stephen Baxter, autore di fantascienza britannico
- 13 novembre - Giampaolo Conchedda, batterista italiano
- 13 novembre - Walter De Greef, ex calciatore belga
- 13 novembre - Charlotte Geer, ex canottiera statunitense
- 13 novembre - Hermine Huntgeburth, regista e sceneggiatrice tedesca
- 13 novembre - John de Jongh, politico americo-verginiano
- 13 novembre - Verónica Macamo, politica mozambicana
- 13 novembre - Mario Morales, ex cestista portoricano
- 13 novembre - Andrés Sabido, ex calciatore spagnolo
- 13 novembre - Rosario Schicchi, botanico italiano
- 14 novembre - Pia Gustafsson, ex sciatrice alpina svedese
- 14 novembre - Wolfgang Hoppe, ex bobbista e ex multiplista tedesco
- 14 novembre - Daniele Mannocci, politico italiano
- 14 novembre - Alena Kyselicová, ex hockeista su prato ceca
- 14 novembre - Gretchen Peters, cantautrice e musicista statunitense
- 14 novembre - Kirk Richards, cestista statunitense († 2003)
- 14 novembre - Antônio Emídio Vilar, arcivescovo cattolico brasiliano
- 15 novembre - Livia Borgognoni, scenografa italiana
- 15 novembre - Kevin Eubanks, chitarrista statunitense
- 15 novembre - Ingegerd Lagerback, ex cestista svedese
- 15 novembre - Marianne Maddalena, produttrice cinematografica statunitense
- 15 novembre - Ray McKinnon, attore, sceneggiatore e regista statunitense
- 15 novembre - Bijan Mortazavi, violinista, cantante e compositore iraniano
- 16 novembre - Carlos Enrique Barcos, ex calciatore uruguaiano
- 16 novembre - José Ramón Corchado, ex calciatore e allenatore di calcio spagnolo
- 16 novembre - Ingemar Erlandsson, calciatore svedese († 2022)
- 16 novembre - Reiner Knizia, autore di giochi tedesco
- 16 novembre - Tine Lindhardt, teologa e vescova luterana danese
- 16 novembre - Lotte Riisholt, cantante danese
- 16 novembre - Massimo Rossi, politico italiano
- 16 novembre - Hideaki Tomiyama, ex lottatore giapponese
- 16 novembre - Michele Dall'Ongaro, compositore, musicologo e conduttore radiofonico italiano
- 17 novembre - Ettore Lorenzo Frapiccini, medaglista italiano
- 17 novembre - Dani Levy, regista e attore svizzero
- 17 novembre - Monica Stefani, ex ginnasta italiana
- 17 novembre - Daniele Vimercati, giornalista e conduttore televisivo italiano († 2002)
- 18 novembre - Giambattista Avellino, regista, sceneggiatore e autore televisivo italiano
- 18 novembre - Fulvio Bonavitacola, politico italiano
- 18 novembre - William Coryn, attore e doppiatore francese
- 18 novembre - Salvatore Farina, generale italiano
- 18 novembre - Angela Franke, ex nuotatrice tedesca orientale
- 18 novembre - Tom Hooker, cantante, compositore e produttore discografico statunitense
- 18 novembre - Elisha Levy, allenatore di calcio e ex calciatore israeliano
- 18 novembre - Joey Miyashima, attore statunitense
- 18 novembre - Michele Senese, mafioso italiano
- 18 novembre - Veržinija Veselinova, ex pesista bulgara
- 19 novembre - Luciano Adami, allenatore di calcio e ex calciatore italiano
- 19 novembre - George Berry, ex calciatore gallese
- 19 novembre - Leo Colonna, attore e compositore italiano
- 19 novembre - Francesco Farina, dirigente sportivo e politico italiano
- 19 novembre - Joel Goldsmith, compositore statunitense († 2012)
- 19 novembre - Ofra Haza, cantante e attrice israeliana († 2000)
- 19 novembre - Eek-A-Mouse, cantante giamaicano
- 19 novembre - Tom Virtue, attore statunitense
- 20 novembre - Stefan Bellof, pilota automobilistico tedesco († 1985)
- 20 novembre - Tito Díaz, allenatore di pallacanestro e ex cestista spagnolo
- 20 novembre - John Eriksen, calciatore danese († 2002)
- 20 novembre - Jean-Marc Furlan, allenatore di calcio e ex calciatore francese
- 20 novembre - Goodluck Jonathan, politico nigeriano
- 20 novembre - Isabella Sandri, regista cinematografica italiana
- 20 novembre - Dwight Stephenson, ex giocatore di football americano statunitense
- 20 novembre - Marco Vichi, scrittore italiano
- 21 novembre - Yehuda Katzav, ex calciatore israeliano
- 21 novembre - Tita Ruggeri, attrice italiana
- 21 novembre - Imanuel Schwartz, calciatore israeliano († 2011)
- 21 novembre - Kōzō Tashima, ex calciatore e dirigente sportivo giapponese
- 21 novembre - Emmanuel de Waresquiel, storico, biografo e saggista francese
- 22 novembre - Cecilio Raúl Berzosa Martínez, vescovo cattolico spagnolo
- 22 novembre - Terry Dion, ex giocatore di football americano statunitense
- 22 novembre - Mackenzie Gray, attore canadese
- 22 novembre - Aurelio Grimaldi, regista, sceneggiatore e scrittore italiano
- 22 novembre - Nikolaj Kirov, ex mezzofondista sovietico
- 22 novembre - Franco Lovignana, vescovo cattolico italiano
- 22 novembre - Alwyn Morris, ex canoista canadese
- 22 novembre - Don Newman, cestista e allenatore di pallacanestro statunitense († 2018)
- 22 novembre - Alan Stern, astronomo statunitense
- 22 novembre - Dariusz Zelig, ex cestista polacco
- 23 novembre - Martina Bischof, ex canoista tedesca
- 23 novembre - William Kaelin Jr., medico statunitense
- 23 novembre - Francis Kalist, arcivescovo cattolico indiano
- 23 novembre - Carol Menken-Schaudt, ex cestista statunitense
- 23 novembre - Virginia Pérez, ex cestista cubana
- 23 novembre - Mark Radice, tastierista e cantante statunitense
- 23 novembre - Andrew Toney, ex cestista statunitense
- 24 novembre - Gamal Abdelhamid, ex calciatore egiziano
- 24 novembre - Pier Maria Cecchini, attore e regista italiano
- 24 novembre - Denise Crosby, attrice e ex modella statunitense
- 24 novembre - Loredana De Petris, politica italiana
- 24 novembre - Luciano Facchini, ex calciatore italiano
- 24 novembre - Aytek Gürkan, ex cestista turco
- 24 novembre - Santiago Gómez Sierra, vescovo cattolico spagnolo
- 24 novembre - Philippe Loiseau, politico francese
- 24 novembre - Matthew Lukwiya, medico ugandese († 2000)
- 24 novembre - David McLean, ex calciatore inglese
- 25 novembre - Caterina Davinio, artista e scrittrice italiana
- 25 novembre - Robert Ehrlich, politico e avvocato statunitense
- 25 novembre - Petr Janečka, ex calciatore cecoslovacco
- 25 novembre - Monte Melkonian, partigiano e rivoluzionario armeno († 1993)
- 25 novembre - Akinobu Okada, giocatore di baseball e allenatore di baseball giapponese
- 25 novembre - Doriana Pigliapoco, schermitrice italiana
- 25 novembre - Terry Stotts, ex cestista e allenatore di pallacanestro statunitense
- 25 novembre - Paul Unwin, regista, sceneggiatore e drammaturgo britannico
- 26 novembre - Alberto Carfagna, allenatore di calcio a 5 e ex giocatore di calcio a 5 argentino
- 26 novembre - Félix González-Torres, artista cubano († 1996)
- 26 novembre - Tony Henry, allenatore di calcio e ex calciatore inglese
- 26 novembre - Simon Nkoli, attivista sudafricano († 1998)
- 26 novembre - Matthias Reim, cantante, cantautore e compositore tedesco
- 26 novembre - Kevin Carl Rhoades, vescovo cattolico statunitense
- 26 novembre - Valer Toma, ex canottiere romeno
- 26 novembre - Roberto Totaro, fumettista italiano
- 26 novembre - Paolo Trombin, giornalista italiano
- 27 novembre - Kenny Acheson, ex pilota automobilistico britannico
- 27 novembre - Ian Banbury, ex pistard e ciclista su strada britannico
- 27 novembre - Tullio Bertacco, ex ciclista su strada italiano
- 27 novembre - Tsunekazu Ishihara, manager giapponese
- 27 novembre - Caroline Kennedy, avvocato e diplomatica statunitense
- 27 novembre - Callie Khouri, sceneggiatrice e regista statunitense
- 27 novembre - Ernesto Nocco, velocista italiano
- 27 novembre - Sergej Prigoda, calciatore e allenatore di calcio sovietico († 2017)
- 27 novembre - Satoru Sayama, ex wrestler e ex artista marziale misto giapponese
- 27 novembre - Ronnie Valentine, ex cestista statunitense
- 28 novembre - Daniele Biacchessi, giornalista, scrittore e conduttore radiofonico italiano
- 28 novembre - Filippo Maria Bressan, direttore d'orchestra e direttore di coro italiano
- 28 novembre - Elisabetta Dessy, ex nuotatrice e modella italiana
- 28 novembre - Mats Jonsson, ex pilota di rally svedese
- 28 novembre - Jože Kuralt, sciatore alpino jugoslavo († 1986)
- 28 novembre - Fiorenzo Lafranchi, educatore e editore svizzero († 1995)
- 28 novembre - Grazia Lissi, fotografa e giornalista italiana
- 28 novembre - Gaspar Llamazares, politico spagnolo
- 28 novembre - Laura Luca, cantautrice italiana
- 28 novembre - Yasutarō Matsuki, allenatore di calcio e ex calciatore giapponese
- 28 novembre - Jerry Ordway, fumettista statunitense
- 28 novembre - Carlos Sánchez Aguiar, allenatore di calcio spagnolo
- 28 novembre - Vivienne Tam, stilista cinese
- 29 novembre - Jennifer Batten, chitarrista statunitense
- 29 novembre - Enzo Carraria, ex cestista italiano
- 29 novembre - Pasquale Cascio, arcivescovo cattolico italiano
- 29 novembre - Janet Napolitano, politica statunitense
- 29 novembre - Mario Salieri, regista e produttore cinematografico italiano
- 29 novembre - Tetsuo Sugamata, ex calciatore giapponese
- 29 novembre - Jean-Philippe Toussaint, scrittore belga
- 29 novembre - Lorenzo di Bonaventura, produttore cinematografico statunitense
- 30 novembre - Sharon Amiet, ex cestista australiana
- 30 novembre - Richard Barbieri, musicista britannico
- 30 novembre - Djibril Bassolé, politico burkinabé
- 30 novembre - Celso Roth, allenatore di calcio brasiliano
- 30 novembre - Hervé Ducroux, attore e regista teatrale francese
- 30 novembre - Massimo Ercolani, pilota di rally sammarinese († 2009)
- 30 novembre - Alexander Held, attore tedesco
- 30 novembre - Gary Lewis, attore britannico
- 30 novembre - Liu Peiqi, attore cinese
- 30 novembre - Thomas McElwee, rivoluzionario irlandese († 1981)
- 30 novembre - Andrea Sammaritani, ex fondista sammarinese
- 30 novembre - Margaret Spellings, politica statunitense
- 30 novembre - Tomorowo Taguchi, attore, regista e cantante giapponese
- 30 novembre - Marco Torricelli, fumettista italiano
- 30 novembre - Yoon In-seon, ex calciatore sudcoreano